# 冲浪 文学 镰仓
《衝浪 文學 鎌倉》為日本搖滾樂團、ASIAN KUNG-FU GENERATION的第五张專輯。2008年11月5日由Ki/oon Records發售。

## 概要
距離前作「至今未見的明天」的發行只相差了5個月，與作為全新專輯（Full Album）的「World World World」發行所相距的8個月相比較，這隻專輯的發行時間（發行兩張專輯之間的時間）可謂相當之短。
特徵是所有的歌名均以江之島電鉄的站名來命名。 
歌詞強調優美的景色，帶有短篇小說集的味道。

## 收錄曲目
1. 藤沢ルーザー
  - 12th單曲
2. 鵠沼サーフ
  - 9th單曲中的收錄曲目。
3. 江ノ島エスカー
  - 11th單曲中的收錄曲目。
4. 腰越クライベイビー(腰越cry baby)
5. 七里ヶ浜スカイウォーク(七里海濱skywalk)
6. 稲村ヶ崎ジェーン(稻村是崎Jane)
  - 歌曲中的歌詞有「John」「Ono Yoko（一位美國的Artist）」「Paul」「Ringo」等。
7. 極楽寺ハートブレイク(極樂寺heart break)
8. 長谷サンズ(長谷suns)
9. 由比ヶ浜カイト
  - 10th單曲中的收錄曲。
10. 鎌倉グッドバイ(鎌倉good-bye)